# Udinese Calcio 1979-1980
Questa voce raccoglie le informazioni riguardanti l'Udinese Calcio nelle competizioni ufficiali della stagione 1979-1980.

## Stagione
Ai nastri di partenza della Serie A dopo 17 anni di assenza, l'Udinese punta alla salvezza, la squadra friulana è stata affidata a Corrado Orrico, tecnico toscano che ha fatto molto bene nelle serie minori. L'inizio del torneo è stato positivo, poi i limiti sono usciti, se nel girone di andata si sono ottenuti 13 punti, nel girone di ritorno si è fatto peggio. Dopo la sconfitta di Cagliari a inizio febbraio, Corrado Orrico rassegna le dimissioni, respinte dal presidente. Il divorzio si consuma un mese dopo con la squadra bianconera affidata a Dino D'Alessi. L'Udinese conclude il campionato al penultimo posto e retrocede sul campo in Serie B.
A campionato ultimato va in scena il processo sportivo, in merito allo scandalo italiano del calcioscommesse del 1980 che era scoppiato in primavera, processo che sancisce la retrocessione di Milan e Lazio, i rossoneri erano giunti terzi e scendono per la prima volta di categoria, la Lazio si era salvata per un soffio. A causa di questo declassamento vengono ripescate Catanzaro e Udinese, la squadra friulana chiude ufficialmente la stagione in tredicesima posizione di classifica, mantenendo la massima serie. Dal processo sportivo hanno subito una penalizzazione di 5 punti anche Avellino, Bologna e Perugia, ma da scontarsi nel prossimo campionato.
In Coppa Italia ancora i biancocelesti capitolini incrociarono la strada con i friulani: le due squadre terminarono in vetta e a pari punti il quinto girone eliminatorio, tuttavia furono i laziali a passare il turno a fronte della miglior differenza reti rispetto ai bianconeri.
La squadra friulana ha partecipato e vinto la 36ª edizione della Mitropa Cup, un girone all'italiana con le vincitrici dei campionati di IIª Divisione 1978-79 di Cecoslovacchia, Italia, Jugoslavia ed Ungheria. Ha prevalso L'Udinese terza squadra italiana ad iscrivere il proprio nome nell'albo d'oro della manifestazione, dopo il tris del Bologna nel 1932, nel 1934 e nel 1961, e della Fiorentina nel 1966. Nella classifica finale i bianconeri hanno ottenuto 8 punti, con 3 vittorie, 2 pari ed una sconfitta, precedendo nell'ordine gli slavi del Celik Zenica, i cecoslovacchi del Ruda Hvezda e gli ungheresi del Debrecen.

## Rosa
| N. |                   | Ruolo | Calciatore                       |
| -- | ----------------- | ----- | -------------------------------- |
|    | Italia (bandiera) | P     | Ernesto Galli                    |
|    | Italia (bandiera) | P     | Carlo Della Corna                |
|    | Italia (bandiera) | P     | Fausto Borin                     |
|    | Italia (bandiera) | D     | Fulvio Fellet                    |
|    | Italia (bandiera) | D     | Carlo Osti                       |
|    | Italia (bandiera) | D     | Sauro Catellani                  |
|    | Italia (bandiera) | D     | Pasquale Fanesi                  |
|    | Italia (bandiera) | D     | Mariano Riva                     |
|    | Italia (bandiera) | D     | Daniele Arrigoni                 |
|    | Italia (bandiera) | D     | Domenico Macuglia                |
|    | Italia (bandiera) | C     | Valentino Leonarduzzi (Capitano) |
|    | Italia (bandiera) | C     | Luigi Delneri                    |

| N. |                   | Ruolo | Calciatore         |
| -- | ----------------- | ----- | ------------------ |
|    | Italia (bandiera) | C     | Livio Pin          |
|    | Italia (bandiera) | C     | Sergio Vriz        |
|    | Italia (bandiera) | C     | Claudio Vagheggi   |
|    | Italia (bandiera) | C     | Giovanni Sgarbossa |
|    | Italia (bandiera) | C     | Elvi Pianca        |
|    | Italia (bandiera) | C     | Angelo Cupini      |
|    | Italia (bandiera) | C     | Luigi De Agostini  |
|    | Italia (bandiera) | C     | Silvio Francesconi |
|    | Italia (bandiera) | C     | Ciro Bilardi       |
|    | Italia (bandiera) | A     | Nerio Ulivieri     |
|    | Italia (bandiera) | A     | Giuseppe Bressani  |
|    | Italia (bandiera) | A     | Carlo De Bernardi  |

## Risultati

### Serie A

#### Girone di andata
| Arbitro: | Prati (Parma) |

|              |           |              |
| Pagliari 17’ | Marcatori | 85’ Ulivieri |

| Arbitro: | Mattei (Macerata) |

|              |           |               |
| Vagheggi 89’ | Marcatori | 28’ Altobelli |

| Arbitro: | Lattanzi (Roma) |

|                          |           |  |
| P. Rossi 61’, 75’ (rig.) | Marcatori |  |

| Arbitro: | Menegali (Roma) |

|                    |           |                |
| Delneri 76’ (rig.) | Marcatori | 17’ Casagrande |

| Arbitro: | Redini (Pisa) |

|              |           |              |
| Tardelli 14’ | Marcatori | 26’ Ulivieri |

| Udine 21 ottobre 1979 6ª giornata | Udinese       | 0 – 0 | Roma | Stadio Friuli\| Arbitro: \| Lops (Torino) \| |
| Arbitro:                          | Lops (Torino) |       |      |                                              |

| Avellino 28 ottobre 1979 7ª giornata | Avellino       | 0 – 0 | Udinese | Stadio Partenio\| Arbitro: \| Pieri (Genova) \| |
| Arbitro:                             | Pieri (Genova) |       |         |                                                 |

| Arbitro: | Tonolini (Milano) |

|                                       |           |              |
| Catellani 17’ L. Pin 20’ Vagheggi 31’ | Marcatori | 86’ Paolucci |

| Arbitro: | Menicucci (Firenze) |

|                   |           |  |
| W. Speggiorin 12’ | Marcatori |  |

| Arbitro: | Lo Bello (Siracusa) |

|  |           |             |
|  | Marcatori | 45’ C. Sala |

| Milano 2 dicembre 1979 11ª giornata | Milan             | 0 – 0 | Udinese | Stadio San Siro\| Arbitro: \| Mattei (Macerata) \| |
| Arbitro:                            | Mattei (Macerata) |       |         |                                                    |

| Roma 9 dicembre 1979 12ª giornata | Lazio         | 0 – 0 | Udinese | Stadio Olimpico\| Arbitro: \| Redini (Pisa) \| |
| Arbitro:                          | Redini (Pisa) |       |         |                                                |

| Arbitro: | Menegali (Roma) |

|  |           |                     |
|  | Marcatori | 68’, 87’ G. Savoldi |

| Arbitro: | Tonolini (Milano) |

|                 |           |                    |
| E. Nicolini 16’ | Marcatori | 89’ (rig.) Delneri |

| Arbitro: | Menicucci (Firenze) |

|                         |           |           |
| Delneri 8’ Ulivieri 44’ | Marcatori | 22’ Silva |

#### Girone di ritorno
| Arbitro: | Mattei (Macerata) |

|                 |           |                              |
| Pianca 15’, 80’ | Marcatori | 27’ Antognoni 57’ Di Gennaro |

| Arbitro: | Menegali (Roma) |

|                           |           |              |
| Altobelli 42’, 51’ (rig.) | Marcatori | 45’ Ulivieri |

| Arbitro: | Michelotti (Parma) |

|            |           |                        |
| Pianca 88’ | Marcatori | 45’ Bagni 46’ P. Rossi |

| Arbitro: | Reggiani (Bologna) |

|                                       |           |              |
| Catellani 7’ (aut.) Selvaggi 55’, 72’ | Marcatori | 62’ Bressani |

| Arbitro: | Prati (Parma) |

|              |           |                                 |
| Ulivieri 85’ | Marcatori | 29’, 69’ Bettega 64’ Marocchino |

| Arbitro: | D'Elia (Salerno) |

|            |           |          |
| Pruzzo 18’ | Marcatori | 25’ Vriz |

| Arbitro: | Lanese (Messina) |

|  |           |                   |
|  | Marcatori | 90’ C. Pellegrini |

| Arbitro: | Michelotti (Parma) |

|                                        |           |  |
| Scanziani 60’ Torrisi 64’ Anastasi 71’ | Marcatori |  |

| Udine 23 marzo 1980 24ª giornata | Udinese       | 0 – 0 | Napoli | Stadio Friuli\| Arbitro: \| Lops (Torino) \| |
| Arbitro:                         | Lops (Torino) |       |        |                                              |

| Arbitro: | Longhi (Roma) |

|                 |           |          |
| F. Graziani 48’ | Marcatori | 10’ Vriz |

| Arbitro: | Paparesta (Bari) |

|                     |           |           |
| Vriz 72’ L. Pin 84’ | Marcatori | 15’ Bigon |

| Arbitro: | Pieri (Genova) |

|                    |           |              |
| Delneri 37’ (rig.) | Marcatori | 72’ Zucchini |

| Arbitro: | Bergamo (Livorno) |

|                                       |           |            |
| G. Savoldi 16’ (rig.) F. Zuccheri 81’ | Marcatori | 72’ Pianca |

| Arbitro: | Prati (Parma) |

|         |           |                                 |
| Vriz 7’ | Marcatori | 24’ Sabadini 61’ (rig.) Palanca |

| Arbitro: | Menegali (Roma) |

|                |           |          |
| Di Michele 76’ | Marcatori | 45’ Vriz |

### Coppa Italia

#### Quinto Girone
| Arbitro: | Lanese (Messina) |

|                             |           |  |
| Delneri 52’ De Bernardi 61’ | Marcatori |  |

| Arbitro: | Lo Bello (Siracusa) |

|  |           |                          |
|  | Marcatori | 68’ Vagheggi 80’ Bilardi |

| 2 settembre 1979 3ª giornata |  | – Turno riposo Udinese |  |  |

| Arbitro: | Prati (Parma) |

|            |           |  |
| Fanesi 85’ | Marcatori |  |

| Roma 9 settembre 1979, ore CEST 5ª giornata | Lazio             | 0 – 0 | Udinese | Stadio Olimpico\| Arbitro: \| Bergamo (Livorno) \| |
| Arbitro:                                    | Bergamo (Livorno) |       |         |                                                    |

### Coppa Mitropa
| Arbitro: | Josef Bucek |

|                                    |           |                 |
| Ulivieri 32’ Cupini 79’ L. Pin 80’ | Marcatori | 25’, 82’ Kaspar |

| Udine 3 ottobre 1979 IIª giornata | Udinese     | 0 – 0 | Čelik Zenica | Stadio Friuli\| Arbitro: \| Ján Veverka \| |
| Arbitro:                          | Ján Veverka |       |              |                                            |

| Debrecen 24 ottobre 1979 IIIª giornata | Debrecen     | 0 – 0 | Udinese | Nagyerdei Stadion (circa 6000 spett.)\| Arbitro: \| Franz Latzin \| |
| Arbitro:                               | Franz Latzin |       |         |                                                                     |

| Arbitro: | Stjepan Glavina |

|                 |           |  |
| Hruska 68’, 83’ | Marcatori |  |

| Arbitro: | Róbert Jaczina |

|                      |           |                                           |
| Karać 15’ Đorđić 69’ | Marcatori | 72’ Ulivieri 80’ Francesconi 81’ Vagheggi |

| Arbitro: | Aleksandar Nikić |

|                  |           |  |
| Ulivieri 2’, 43’ | Marcatori |  |

## Statistiche[1][2]

### Statistiche di squadra
| Competizione  | Punti | In casa | In casa | In casa | In casa | In casa | In casa | In trasferta | In trasferta | In trasferta | In trasferta | In trasferta | In trasferta | Totale | Totale | Totale | Totale | Totale | Totale | DR  |
| Competizione  | Punti | G       | V       | N       | P       | Gf      | Gs      | G            | V            | N            | P            | Gf           | Gs           | G      | V      | N      | P      | Gf     | Gs     | DR  |
| ------------- | ----- | ------- | ------- | ------- | ------- | ------- | ------- | ------------ | ------------ | ------------ | ------------ | ------------ | ------------ | ------ | ------ | ------ | ------ | ------ | ------ | --- |
| Serie A       | 21    | 15      | 3       | 6       | 6       | 15      | 19      | 15           | 0            | 9            | 6            | 9            | 19           | 30     | 3      | 15     | 12     | 24     | 38     | -14 |
| Coppa Italia  | -     | 2       | 2       | 0       | 0       | 3       | 0       | 2            | 1            | 1            | 0            | 2            | 0            | 4      | 3      | 1      | 0      | 5      | 0      | +5  |
| Coppa Mitropa | -     | 3       | 2       | 1       | 0       | 5       | 2       | 3            | 1            | 1            | 1            | 3            | 4            | 6      | 3      | 2      | 1      | 8      | 6      | +2  |
| Totale        | -     | 20      | 7       | 7       | 6       | 23      | 21      | 20           | 2            | 11           | 7            | 14           | 23           | 40     | 9      | 18     | 13     | 37     | 44     | -7  |

### Statistiche dei giocatori
| Giocatore      | Serie A  | Serie A | Serie A     | Serie A    | Coppa Italia | Coppa Italia | Coppa Italia | Coppa Italia | Coppa Mitropa | Coppa Mitropa | Coppa Mitropa | Coppa Mitropa | Totale   | Totale | Totale      | Totale     |
| Giocatore      | Presenze | Reti    | Ammonizioni | Espulsioni | Presenze     | Reti         | Ammonizioni  | Espulsioni   | Presenze      | Reti          | Ammonizioni   | Espulsioni    | Presenze | Reti   | Ammonizioni | Espulsioni |
| -------------- | -------- | ------- | ----------- | ---------- | ------------ | ------------ | ------------ | ------------ | ------------- | ------------- | ------------- | ------------- | -------- | ------ | ----------- | ---------- |
| D. Arrigoni    | 2        | 0       | ?           | ?          | 0            | 0            | ?            | ?            | ?             | ?             | ?             | ?             | 2+       | 0+     | ?           | ?          |
| C. Bilardi     | 1        | 0       | ?           | ?          | 2            | 1            | ?            | ?            | ?             | ?             | ?             | ?             | 3+       | 1+     | ?           | ?          |
| F. Borin       | 1        | -1      | ?           | ?          | 1            | 0            | ?            | ?            | ?             | ?             | ?             | ?             | 2+       | -1+    | ?           | ?          |
| G. Bressani    | 16       | 1       | ?           | ?          | 0            | 0            | ?            | ?            | ?             | ?             | ?             | ?             | 16+      | 1+     | ?           | ?          |
| F. Canella     | 26       | 4       | ?           | ?          | 0            | 0            | ?            | ?            | ?             | ?             | ?             | ?             | 26+      | 4+     | ?           | ?          |
| S. Catellani   | 22       | 1       | ?           | ?          | 0            | 0            | ?            | ?            | ?             | ?             | ?             | ?             | 22+      | 1+     | ?           | ?          |
| A. Cupini      | 14       | 0       | ?           | ?          | 0            | 0            | ?            | ?            | ?             | ?             | ?             | ?             | 14+      | 0+     | ?           | ?          |
| L. De Agostini | 5        | 0       | ?           | ?          | 0            | 0            | ?            | ?            | ?             | ?             | ?             | ?             | 5+       | 0+     | ?           | ?          |
| C. De Bernardi | 4        | 0       | ?           | ?          | 4            | 1            | ?            | ?            | ?             | ?             | ?             | ?             | 8+       | 1+     | ?           | ?          |
| C. Della Corna | 9        | -12     | ?           | ?          | 0            | 0            | ?            | ?            | ?             | ?             | ?             | ?             | 9+       | -12+   | ?           | ?          |
| L. Delneri     | 28       | 4       | ?           | ?          | 4            | 1            | ?            | ?            | ?             | ?             | ?             | ?             | 32+      | 5+     | ?           | ?          |
| P. Fanesi      | 17       | 0       | ?           | ?          | 4            | 1            | ?            | ?            | ?             | ?             | ?             | ?             | 21+      | 1+     | ?           | ?          |
| F. Fellet      | 29       | 0       | ?           | ?          | 4            | 0            | ?            | ?            | ?             | ?             | ?             | ?             | 33+      | 0+     | ?           | ?          |
| S. Francesconi | 3        | 0       | ?           | ?          | 0            | 0            | ?            | ?            | ?             | ?             | ?             | ?             | 3+       | 0+     | ?           | ?          |
| E. Galli       | 20       | -25     | ?           | ?          | 1            | 0            | ?            | ?            | ?             | ?             | ?             | ?             | 21+      | -25+   | ?           | ?          |
| V. Leonarduzzi | 30       | 0       | ?           | ?          | 4            | 0            | ?            | ?            | ?             | ?             | ?             | ?             | 34+      | 0+     | ?           | ?          |
| D. Macuglia    | 1        | 0       | ?           | ?          | 0            | 0            | ?            | ?            | ?             | ?             | ?             | ?             | 1+       | 0+     | ?           | ?          |
| C. Osti        | 24       | 0       | ?           | ?          | 4            | 0            | ?            | ?            | ?             | ?             | ?             | ?             | 28+      | 0+     | ?           | ?          |
| E. Pianca      | 15       | 4       | ?           | ?          | 0            | 0            | ?            | ?            | ?             | ?             | ?             | ?             | 15+      | 4+     | ?           | ?          |
| L. Pin         | 27       | 2       | ?           | ?          | 2            | 0            | ?            | ?            | ?             | ?             | ?             | ?             | 29+      | 2+     | ?           | ?          |
| M. Riva        | 5        | 0       | ?           | ?          | 4            | 0            | ?            | ?            | ?             | ?             | ?             | ?             | 9+       | 0+     | ?           | ?          |
| G. Sgarbossa   | 15       | 0       | ?           | ?          | 0            | 0            | ?            | ?            | ?             | ?             | ?             | ?             | 15+      | 0+     | ?           | ?          |
| N. Ulivieri    | 27       | 5       | ?           | ?          | 4            | 0            | ?            | ?            | ?             | ?             | ?             | ?             | 31+      | 5+     | ?           | ?          |
| C. Vagheggi    | 16       | 2       | ?           | ?          | 3            | 1            | ?            | ?            | ?             | ?             | ?             | ?             | 19+      | 3+     | ?           | ?          |
| S. Vriz        | 26       | 5       | ?           | ?          | 4            | 0            | ?            | ?            | ?             | ?             | ?             | ?             | 30+      | 5+     | ?           | ?          |